# El darrer dia de Numància
El darrer dia de Numància (en castellà El último día de Numancia) o anomenat simplement Numància és una pintura a l'oli sobre llenç obra d'Alejo Vera y Estaca realitzada l'any 1881. Obra romàntica de tema històric que relata la fi del setge de Numància i la seva conquesta per part dels romans i la ferma resistència dels numantins que fins i tot es van suïcidar.
Originalment ubicat al Museu d'Art Modern de Madrid, actualment és propietat del Museu del Prado, catalogat amb el número P004553, i dipositat i exposat a la Diputació Provincial de Sòria.

## Història
L'obra va ser pintada el 1881. Alejo Vera la va presentar a l'Exposició Nacional de Belles Arts, on li va ser atorgada la primera medalla del certamen. El quadre va ser adquirit per l'estat, i va passar a ser propietat del Museu d'Art Modern de Madrid, el quadre va acabar en dipòsit a la Cambra de Comerç i Indústria de la ciutat de Salamanca. Des d'allà, el Ministeri d'Educació a proposta de la Direcció General de Belles Arts, el 9 de setembre de 1963 va decidir traslladar la pintura en les mateixes condicions a la Diputació Provincial de Sòria, on actualment continua exposada, si bé la propietat avui dia és del Museu del Prado.

## Temàtica
L'obra retrata el darrer dia del setge de la ciutat celtibera de Numància contra els romans, que pretenien conquerir tota la península ibèrica en el marc de les guerres púniques amb l'objectiu d'afeblir l'enemiga Cartago. Els numantins van resistir durant vint anys als atacs romans (153-133 aC), un fet que els va valer el qualificatiu d'herois gairebé invencibles. El primer escull va succeir el 196 amb el cònsol romà Cató, si bé hi va haver anys de pau relativa, amb treves durant la guerra (151-143). La fi de Numància va arribar l'estratègia d'Escipió Emilià, que va tallar les rutes de subministraments dels celtibers, que finalment es van rendir el 134.
El mite de Numància ha estat un tema recurrent al llarg dels segles en l'art i la literatura castellana i espanyola, el mateix Miguel de Cervantes havia escrit una cèlebre tragèdia de quatre actes titulada La Numancia. A l'època de Vera, el tema numantí de fet no es tractava des de 1858, però continuava de plena actualitat en el moment en què l'artista pinta el quadre, doncs en el darrer terç del segle xix es va celebrar el vintè centenari de la caiguda de Numància enfront dels romans (1867) i el jaciment arqueològic de Garray (1882), on hi ha restes de la ciutat de Numància, va ser declarat monument nacional.
Amb la seva obra, Vera exalta la insubmissió dels numantins fins al punt de suïcidar-se col·lectivament per defensar la ciutat, és a dir, preferien morir abans de ser capturats o sotmesos per forces estrangeres, una temàtica que s'enquadra perfectament en la tradició romàntica del segle xix. Tanmateix, el verisme històric del quadre, especialment pel que fa al seu àmbit paisatgístic i la representació dels personatges no respon a la realitat del moment. Les excavacions arqueològiques han posat de manifest que Numància era un assentament més modest del que s'ofereix en el quadre i les armadures dels romans són anacròniques, almenys de quatre segles posteriors, probablement una influència de la columna de Trajà, quan Vera va ser a Roma. Altres elements com les muralles ciclòpies no concorden amb els murs de tova que s'havien descobert al jaciment.

## Crítica
Paradoxalment, la crítica a l'obra no va ser homogènia, ans al contrari, alguns aspectes van ser criticats, per exemple el tema, que segons alguns estava massa treballat, però altres van elogiar-lo, per la forma que l'havia plasmat, doncs Vera col·loca una nació sencera com a protagonista, no a cap heroi en concret, una nació que triomfa, unida contra l'adversitat i la mort. També se li va criticar l'excessiu verisme històric de l'obra, doncs per primera vegada en una obra basada en la conquesta romana d'Hispània, algú s'allunyava dels models classicistes, que Vera havia estudiat amb profunditat a Roma i va caracteritzar els numantins amb vestimentes més «bàrbares», d'acord amb la realitat arqueològica que s'havia descobert a Garray. Aquestes caracterització va xocar contra el gust que existia en aquell moment, si bé, com s'ha esmentat, Vera, no sempre va seguir tot el rigor històric. Malgrat això, aquesta pintura de Vera, igual que altres pintades en aquest moment, va ser utilitzades per retrat la història dels pobles indígenes de la península, i una forma de mostrar una resistència contra l'imperialisme que va servir a la Falange per explicar les qualitats d'un bon ciutadà.